# 桑利斯区
桑利斯区（法語：Arrondissement de Senlis）是法国瓦兹省所辖的一个区。总面积1344.2平方公里，总人口283517，人口密度211人/平方公里（2018年）。主要城镇为桑利斯。

## 辖区
桑利斯区辖有132个市镇。